# Mosaico romano

Um mosaico romano numa parede na Casa de Neptuno e Anfitrite, Herculano, Itália, século I d.C.

Um mosaico romano é um mosaico feito durante o período Romano, ao longo da República Romana e posteriormente do Império. Os mosaicos foram utilizados numa variedade de edifícios públicos e privados, tanto em pavimentos como em paredes, rivalizando com os frescos, mais baratos na época. Foram altamente influenciados pelos mosaicos gregos helenísticos anteriores e contemporâneos, e incluíam frequentemente figuras famosas da história e da mitologia, como Alexandre, o Grande no Mosaico de Alexandre.
Uma grande proporção dos exemplos sobreviventes de mosaicos de parede provêm de sítios italianos como Pompeia e Herculano. Caso contrário, é muito mais provável que tenham sobrevivido mosaicos de pavimento, sendo que muitos vieram das periferias do Império Romano. O Museu Nacional do Bardo na Tunísia tem uma coleção especialmente grande de grandes vilas da moderna Tunísia.

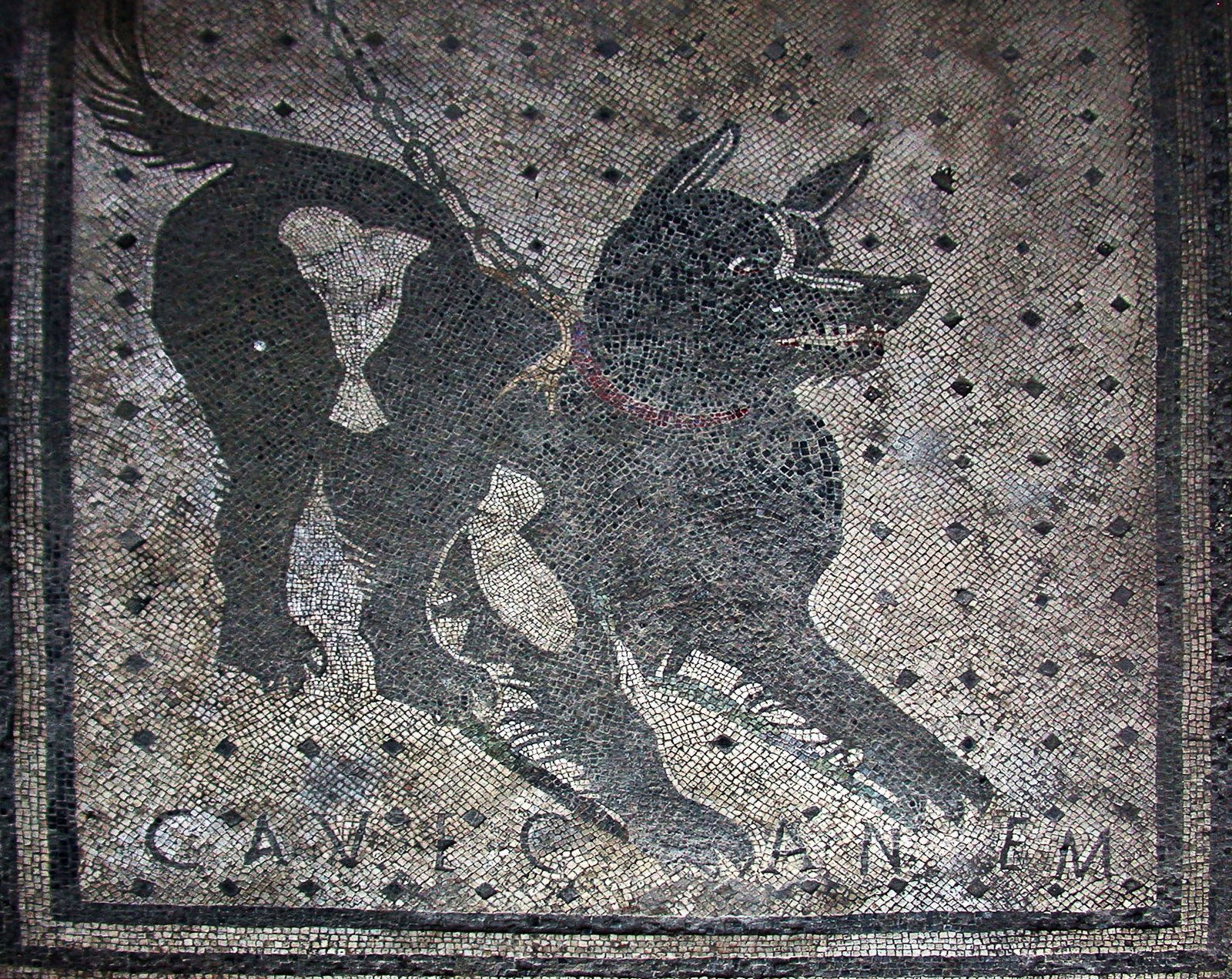
Um mosaico romano com a inscrição latina cave canem (" cuidado com o cão "), da Casa do Poeta Trágico em Pompéia, Itália, século II AC

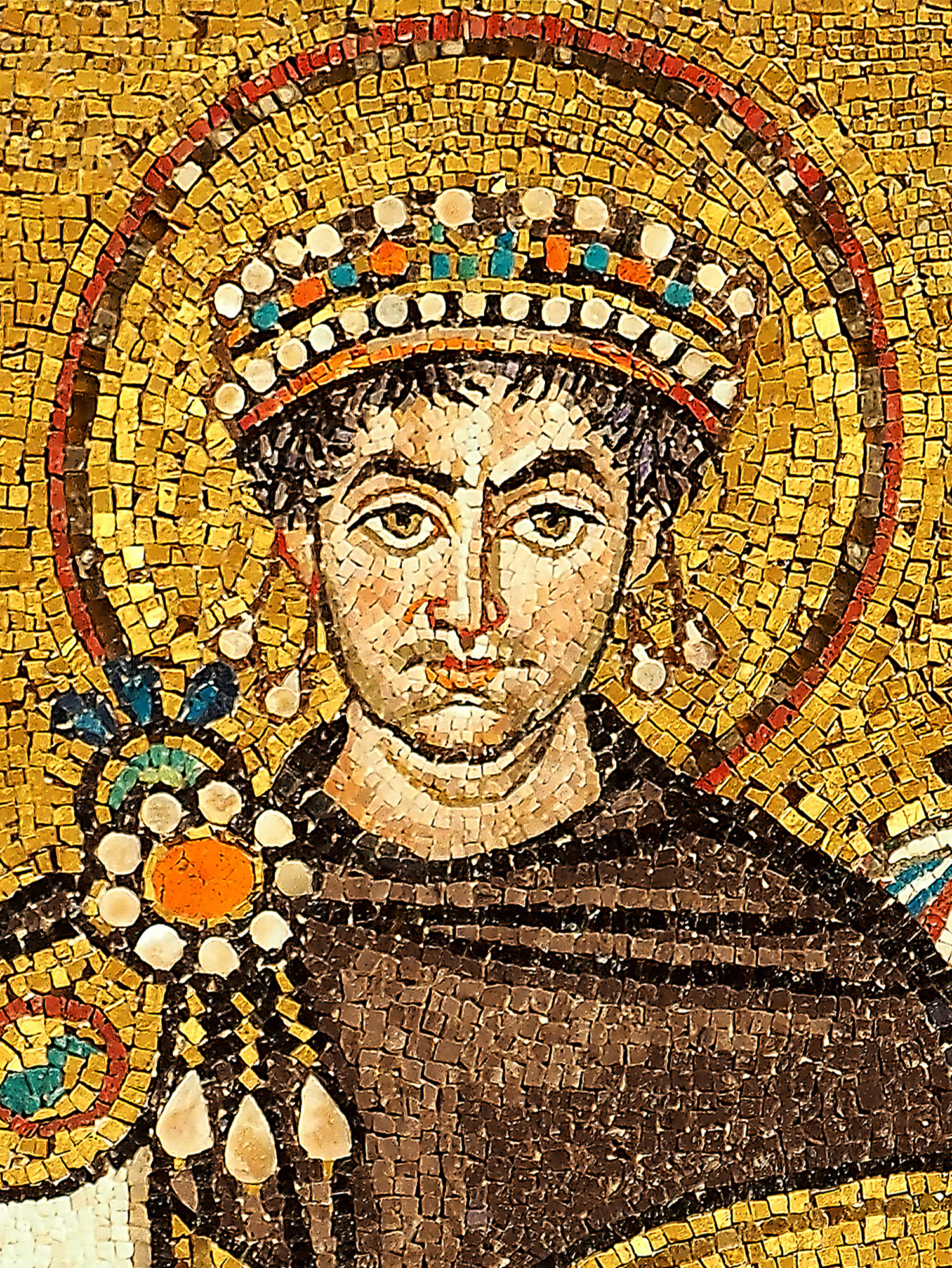
Mosaico do imperador romano oriental Justiniano I, século VI

## Variantes técnicas

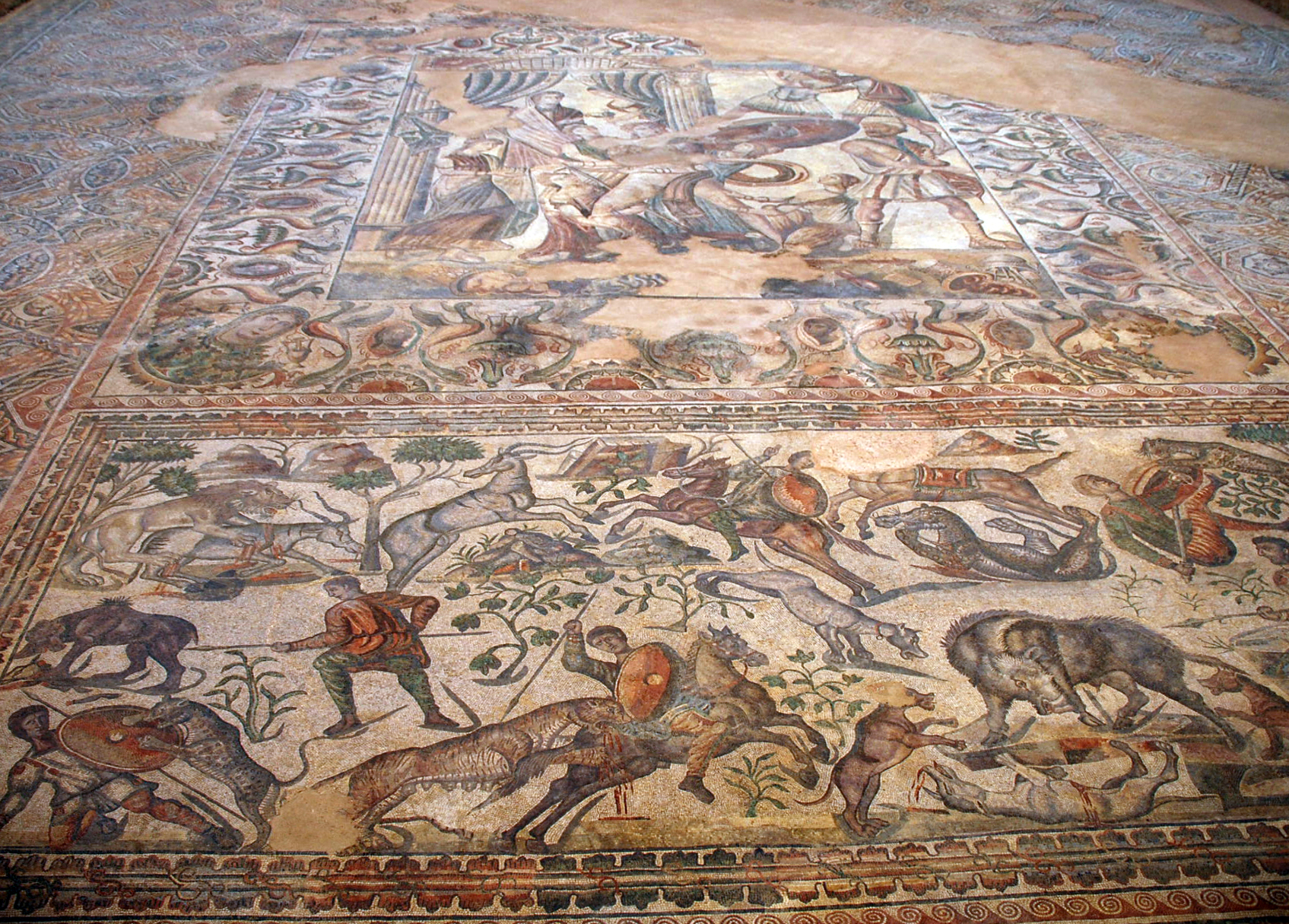
Mosaico figurativo romano na villa romana de La Olmeda, Pedrosa de la Vega (Palência, Castela e Leão).

Dependendo do tamanho dos azulejos, dos desenhos e da localização pretendida para o mosaico, os romanos deram a esta obra um nome diferente:
- "Opus vermiculatum" era de origem grega e era feito com pedras muito pequenas. Com elas, o artista podia facilmente desenhar curvas, silhuetas e todo o tipo de objetos que pudessem exigir maior precisão. Os azulejos eram dispostos numa fileira contínua que seguia as linhas de contorno e dintorno (os limites das principais partes internas) das figuras a desenhar. O nome provém do diminutivo latino "vermiculus" (de "vermis -is", verme). Chamavam-lhe assim porque as linhas do desenho se assemelhavam às sinuosidades de um verme.[3]
- Opus musivum, que era feito para paredes. Este termo começou a ser utilizado no final do século século III.
- Opus sectile, cujos desenhos eram feitos com pedras maiores e de tamanhos variados. A técnica envolvia o corte de placas de mármore de várias cores para compor figuras geométricas, animais ou humanos. Era um trabalho muito semelhante ao incrustado. Os melhores exemplos desta obra estão preservados no Palatino em Roma e provêm do Palácio Flaviano.
- Opus signinum, de Segni (na região do Lácio, na Itália central, perto do Mar Tirreno). Havia fábricas de azulejos nesta área, onde se obtinha um pó colorido a partir dos resíduos. Quando misturado com cal, produzia um cimento avermelhado muito duro e impermeável. Este produto era amplamente utilizado em toda a Itália e no Ocidente para criar pavimentos e como revestimento de piscinas (tanques de peixe), tanques de sal, cisternas, etc. Por vezes, para dar mais consistência, eram adicionados seixos e pedras britadas à mistura.

Distinguiam também entre "musivum" (mosaico) e "lithostrotum" (lithostrotum), literalmente "pavimento de pedra" no sentido geral. Este era o nome dado ao pavimento de uma estrada ou caminho, a uma praça aberta ou a um fórum, ou ao pavimento de um edifício (como o Panteão de Agripa em Roma, feito de pórfiro).
A obra era designada por "lithostrotum" quando o material era constituído por pedras vulcânicas naturais (sílex) e mármores de diferentes cores. Os blocos de construção eram poligonais.

## Galeria

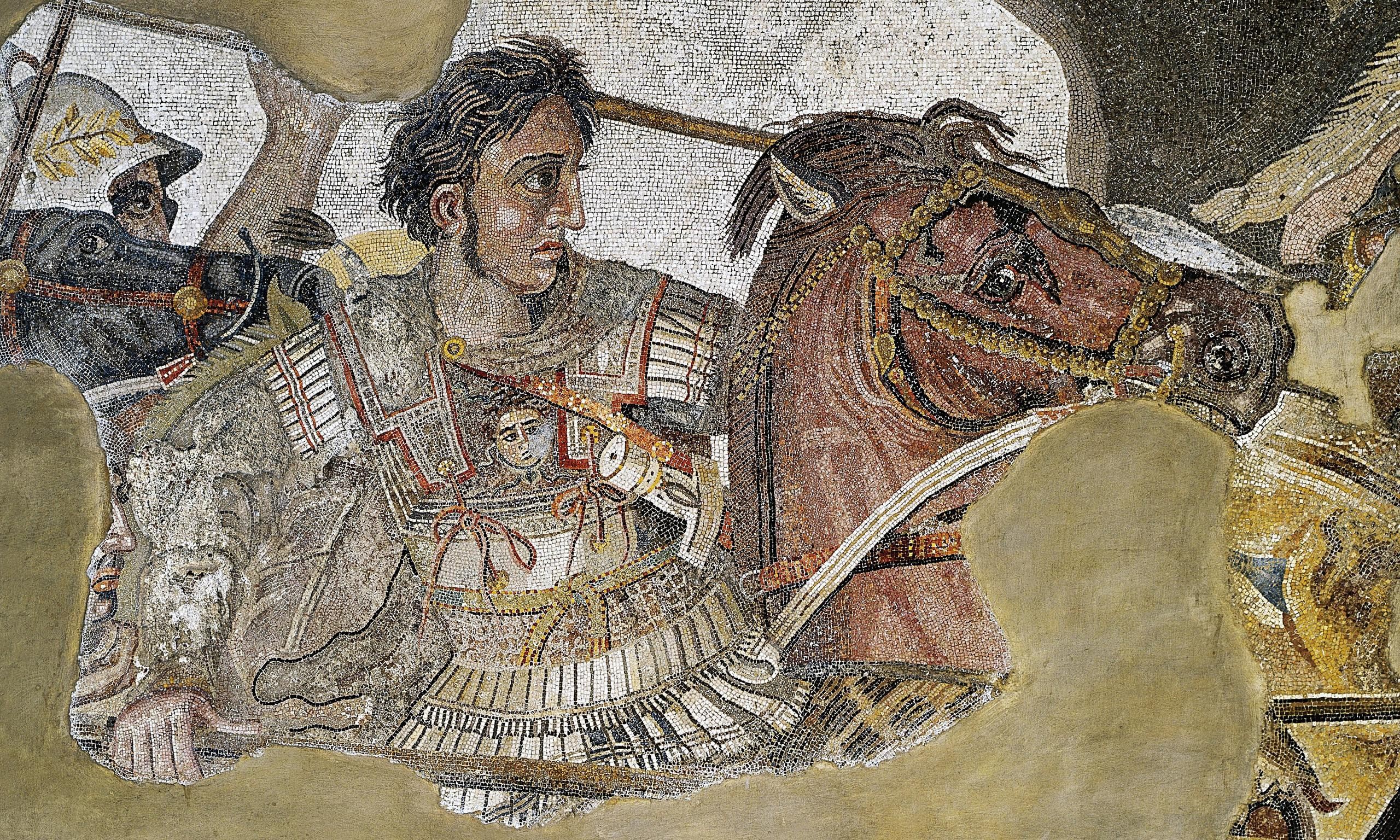
Pormenor de Alexander Mosaic, representando Alexandre O Grande, c. 100 BC, Pompeia
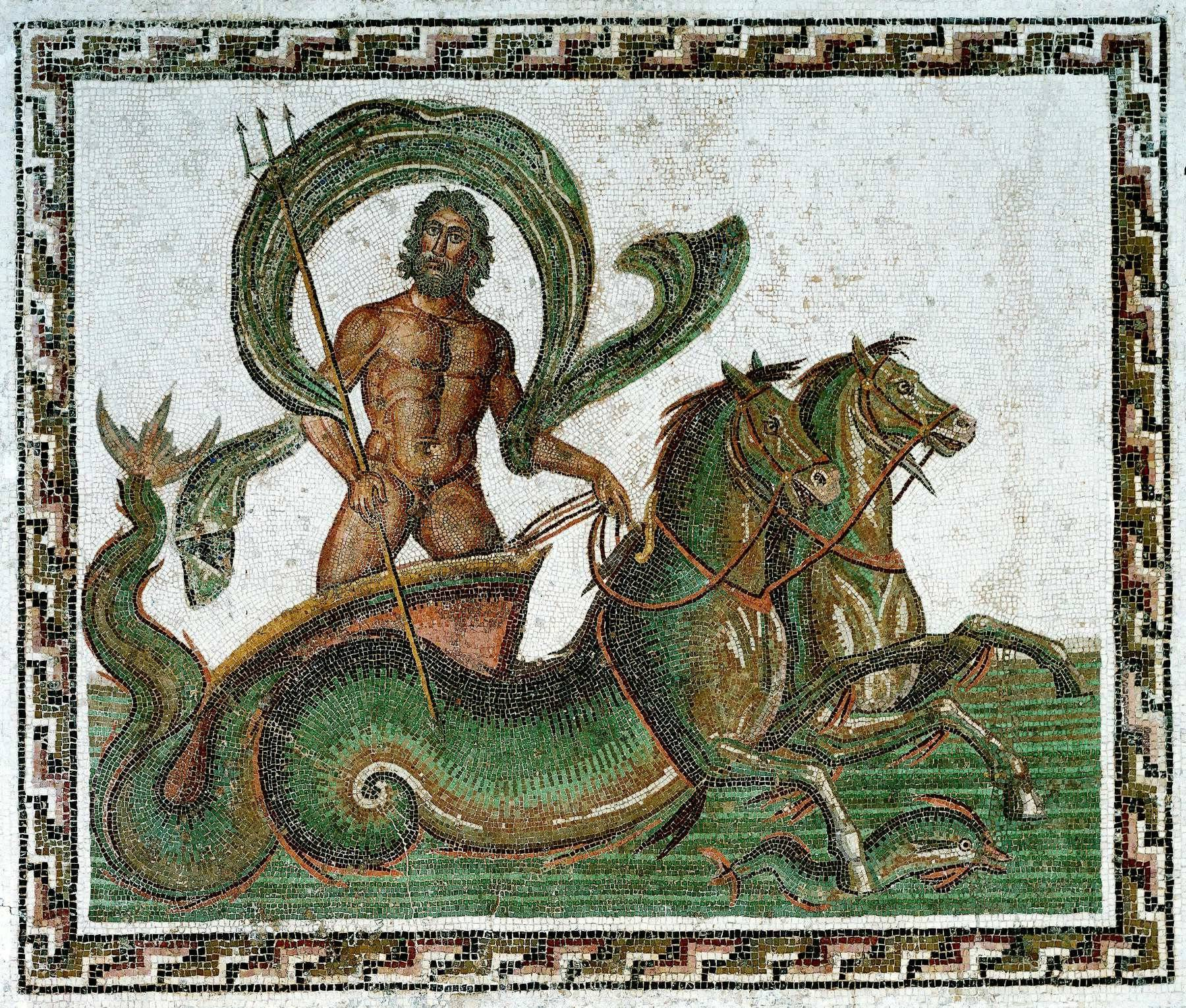
Netuno dirigindo sua carruagem
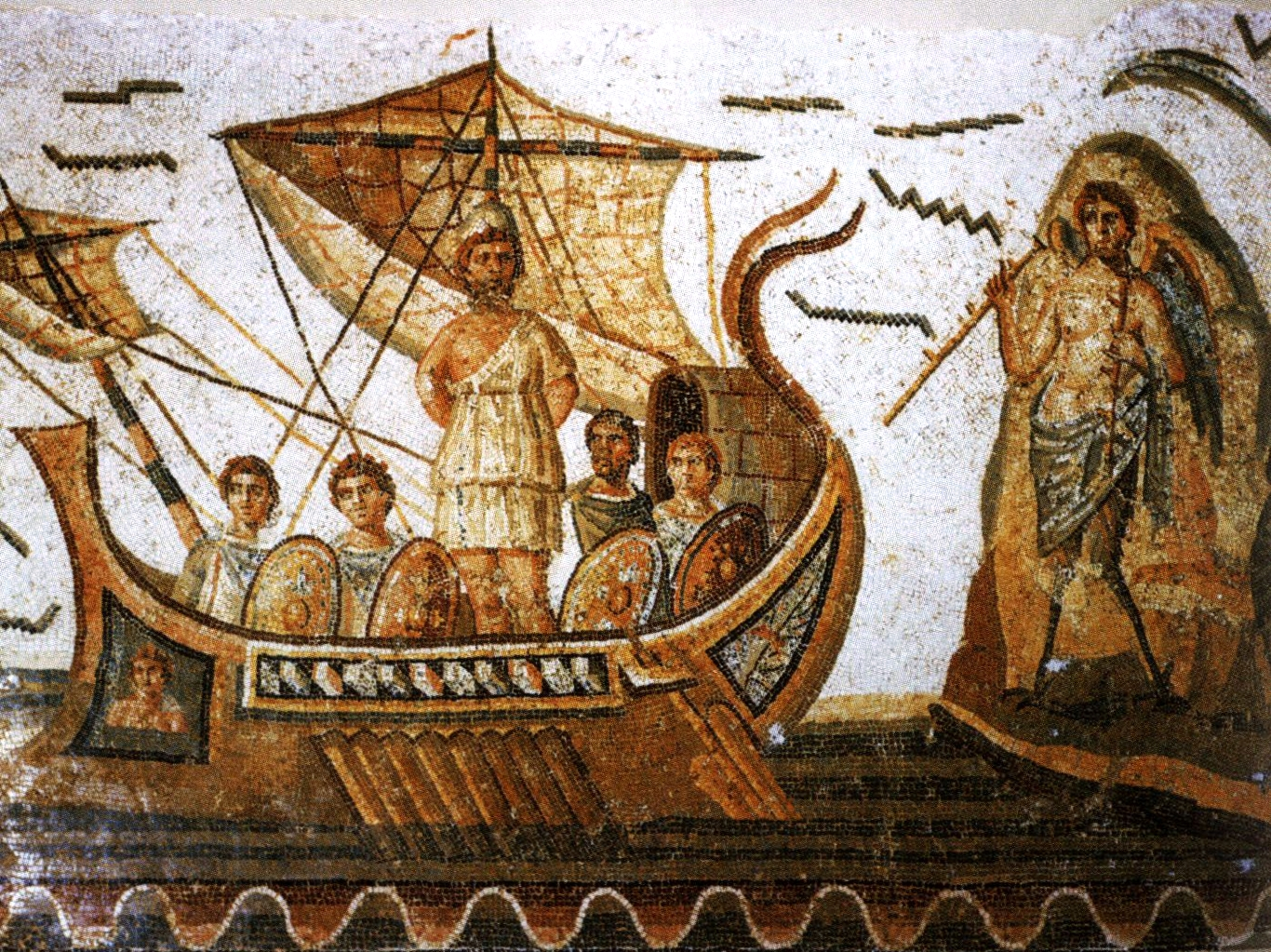
Ulisses durante a sua viagem
O mosaico Centauro (século 2), encontrado em Adrian'S Villa em Tivoli, Itália. Museu Altes, Berlim
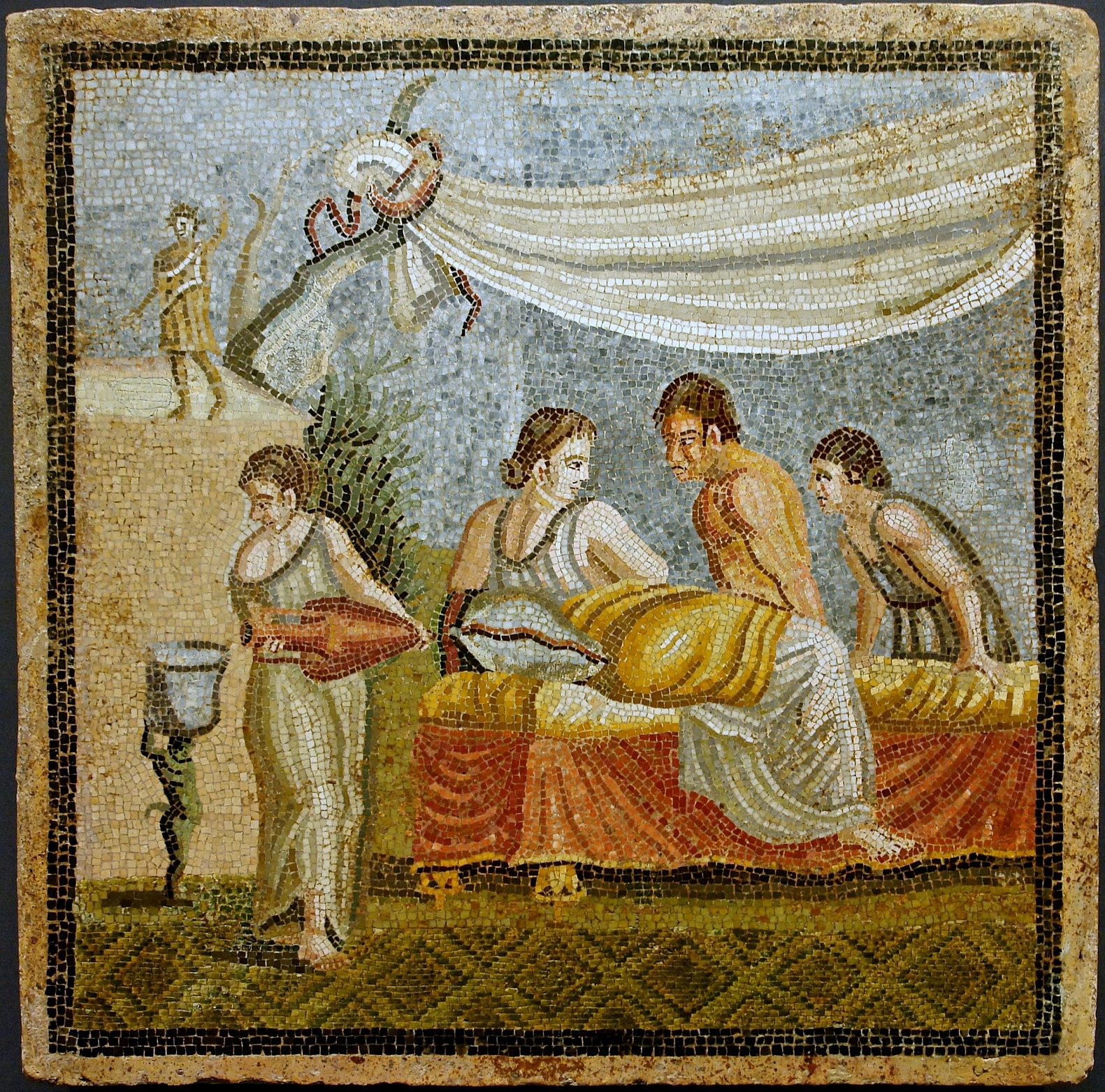
Cena de amor, século 1
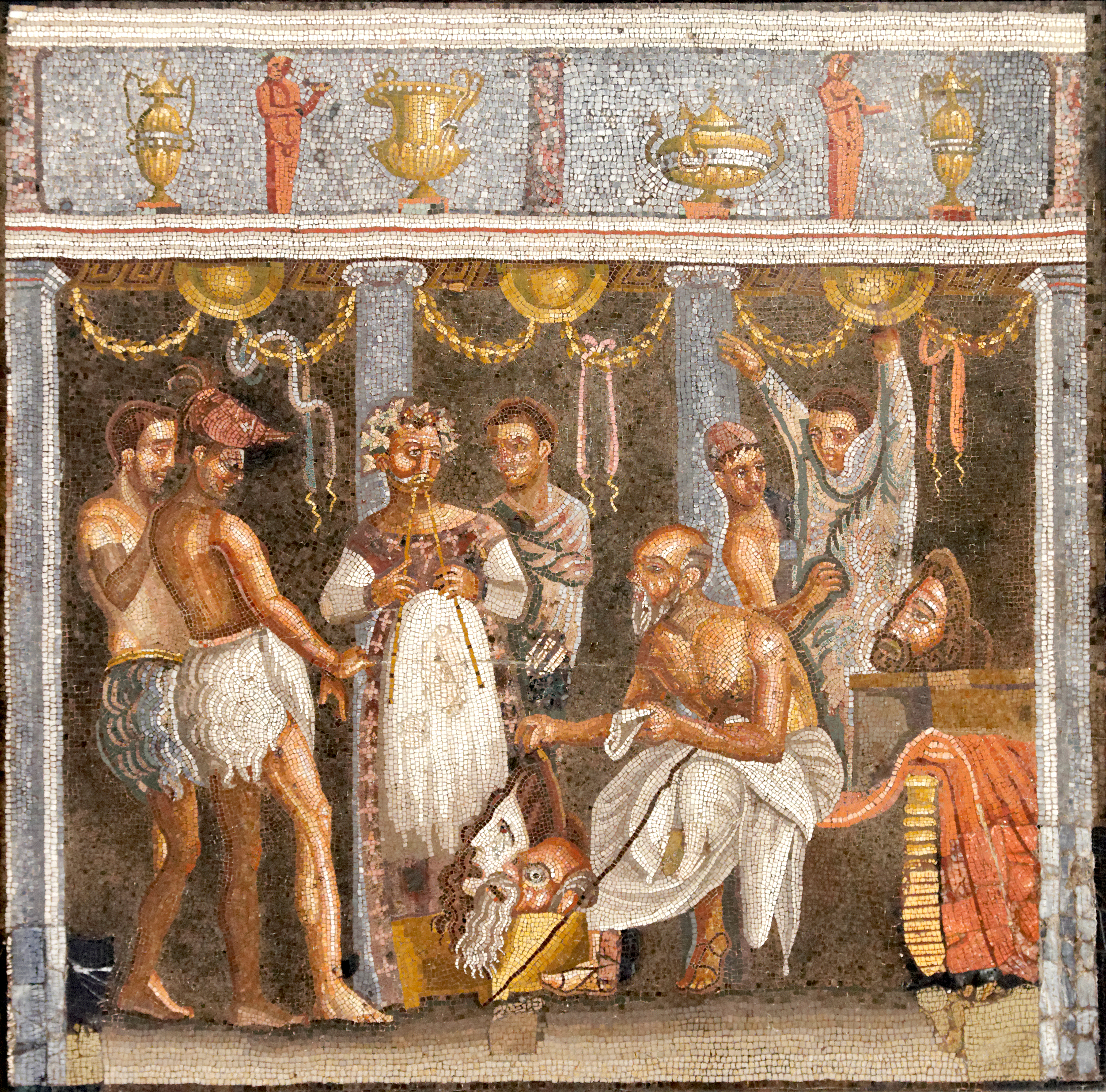
Mosaico romano representando actores e um actor de aulos (Casa do poeta trágico, Pompeia)
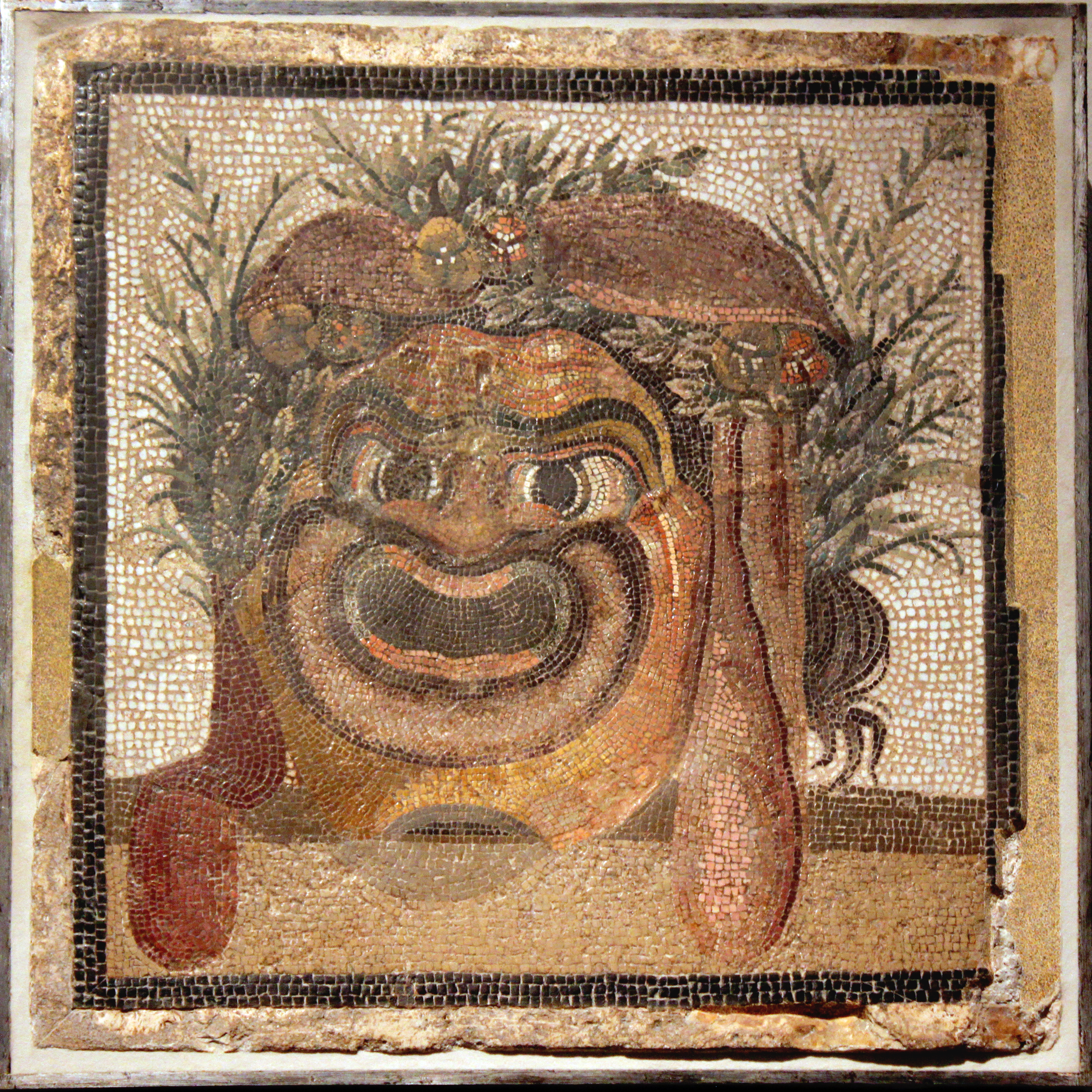
Comedy Mask
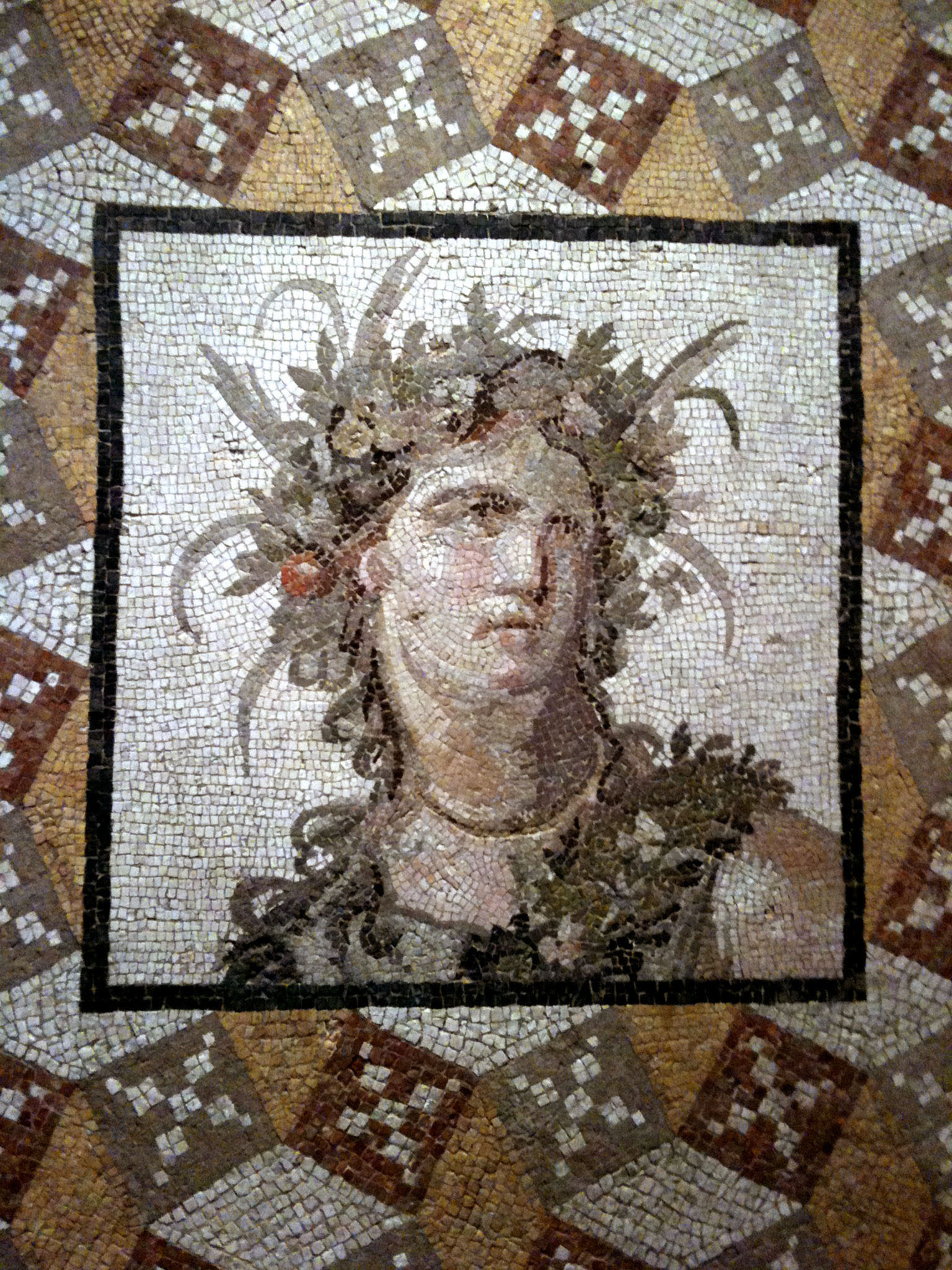
Mosaico Antioquia
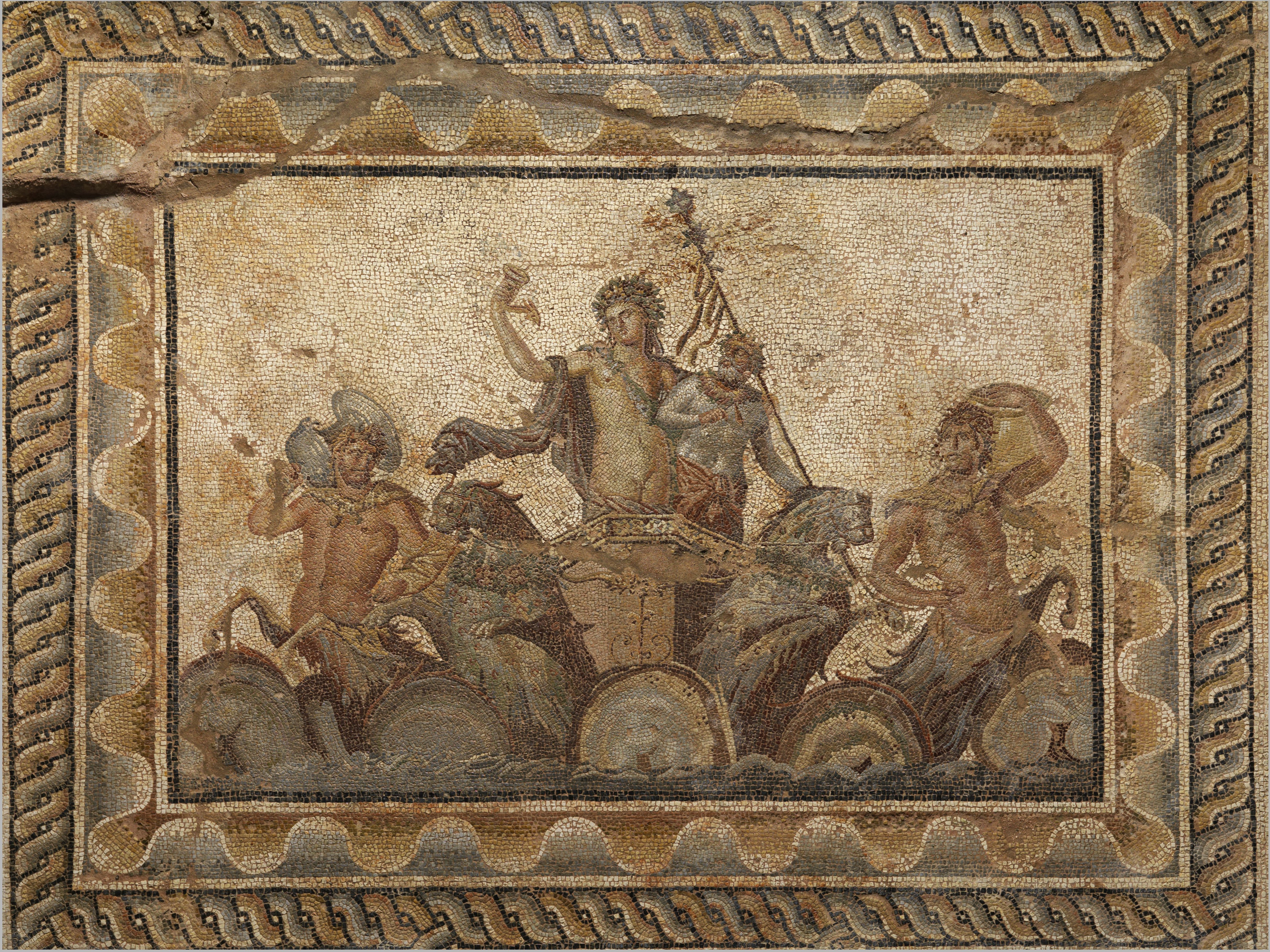
Epifania de Dionísio mosaico, da Villa de Dionísio (século 2 AD) em Dion, Grécia. Agora no Museu Arqueológico de Dion.
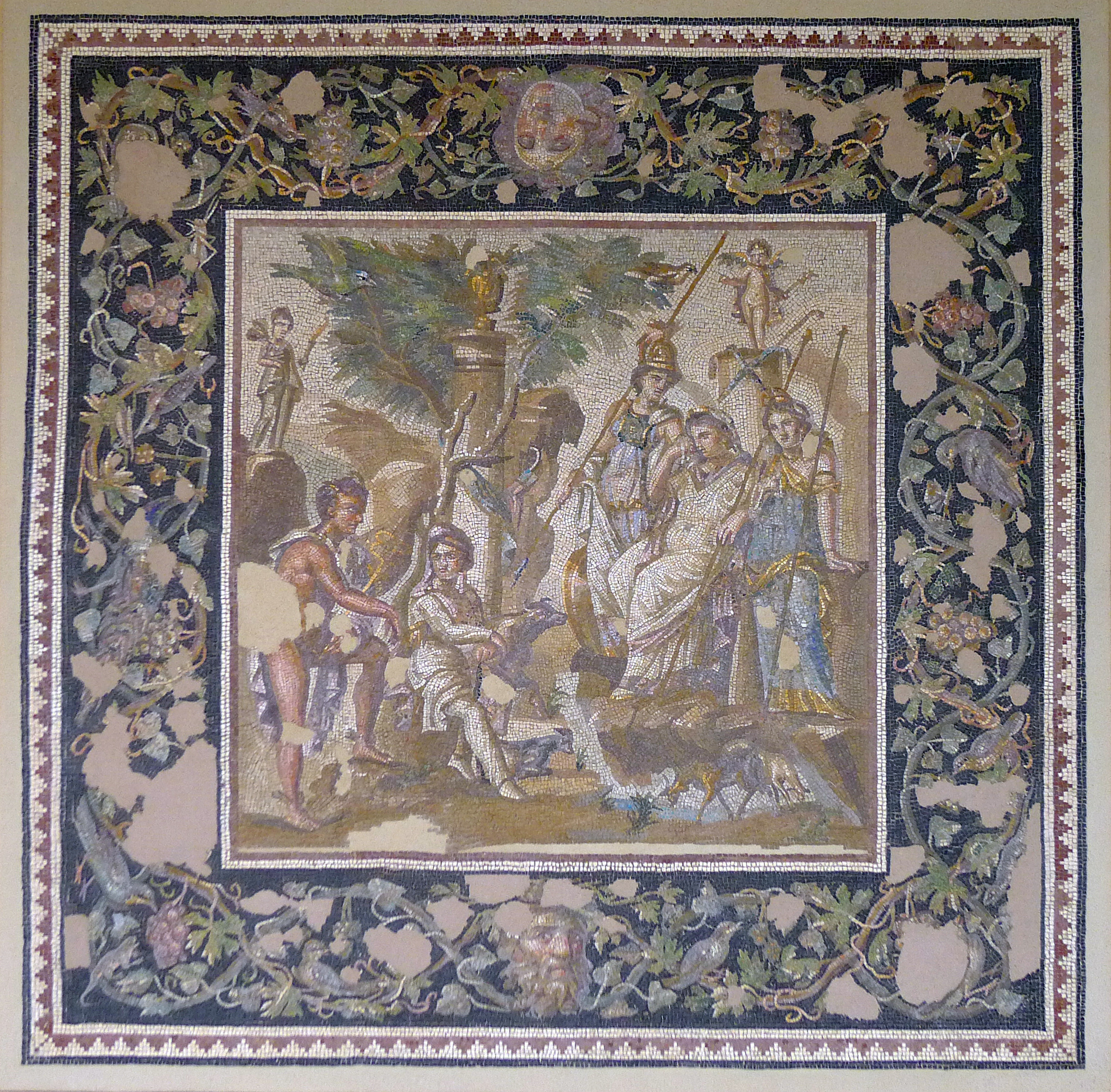
Acórdão de Paris tesselas de mármore, calcário e vidro, 115-150 AD; da Casa do átrio triclínio em Antioquia dos Orontes
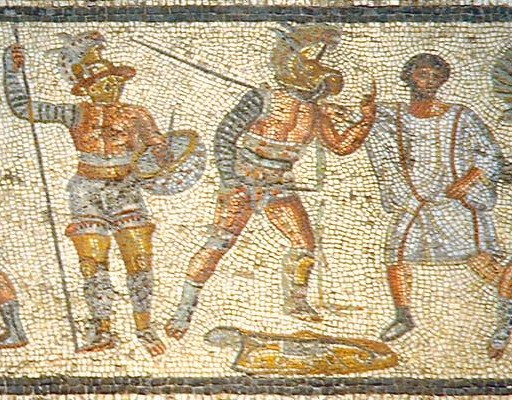
O Mosaico Zliten mostrar gladiadores, Século 2 AD
Um mosaico romano representando o casamento de Dionísio e Ariadne, com Sileno e a Sátiro, Século 2 AD, Tunes, Tunísia
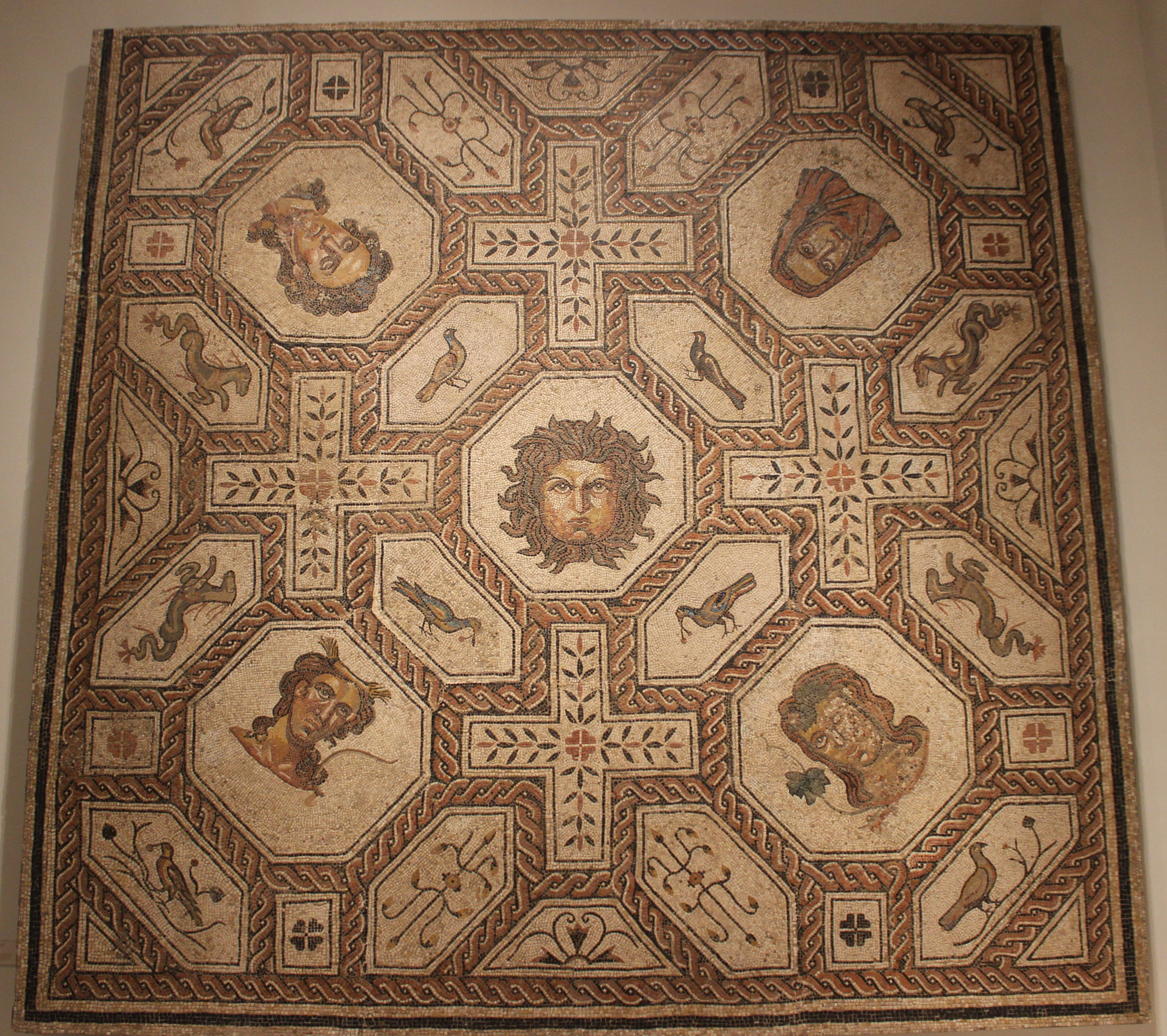
Um mosaico mostrando Medusa e figuras representativas do four seasons, a partir de Palencia, Espanha, feita entre 167 e 200 AD
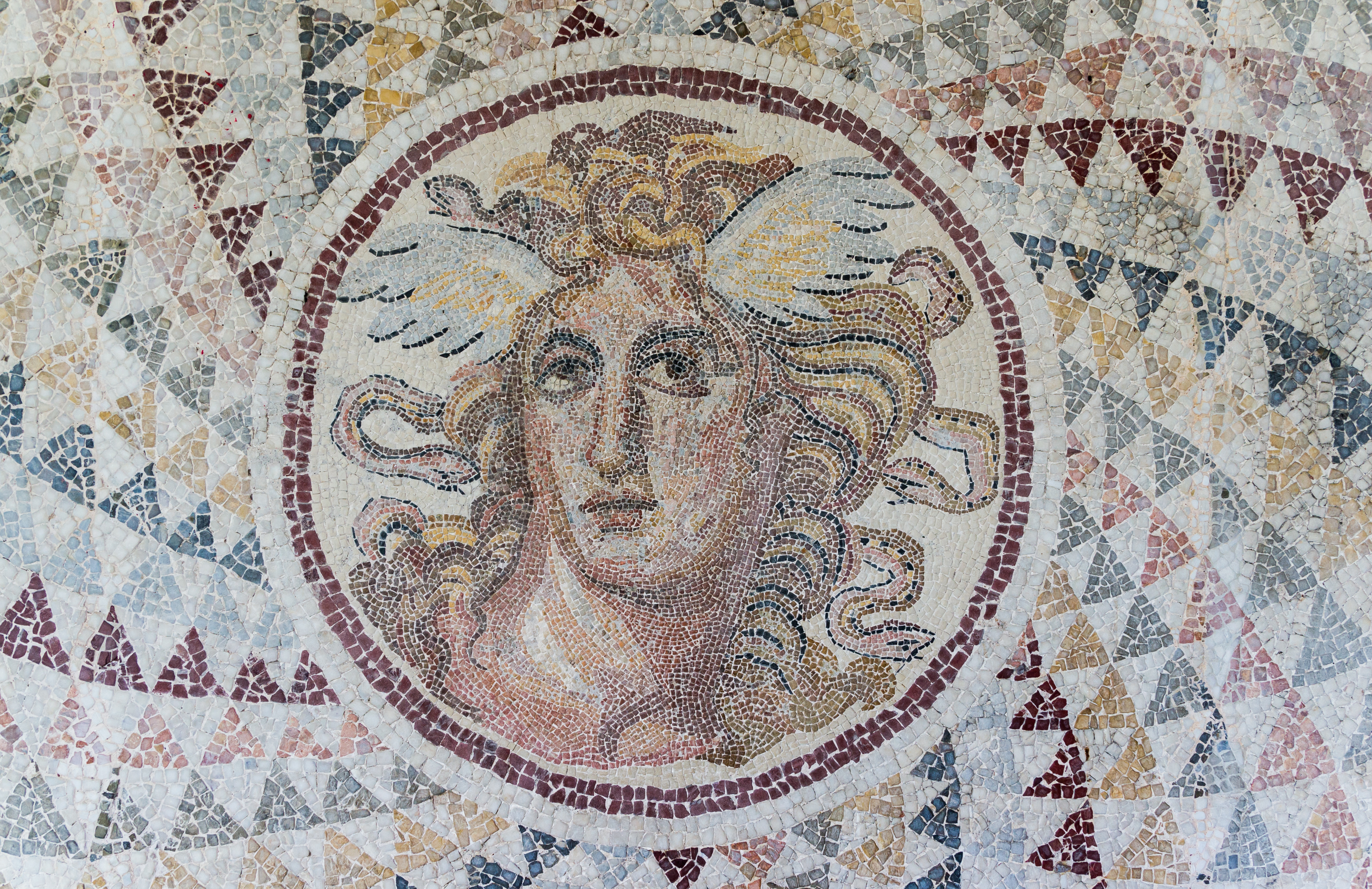
Um mosaico romano de Pireu representando Medusa, usando opus tessellatum, Século 2 AD, Museu Arqueológico Nacional de Atenas
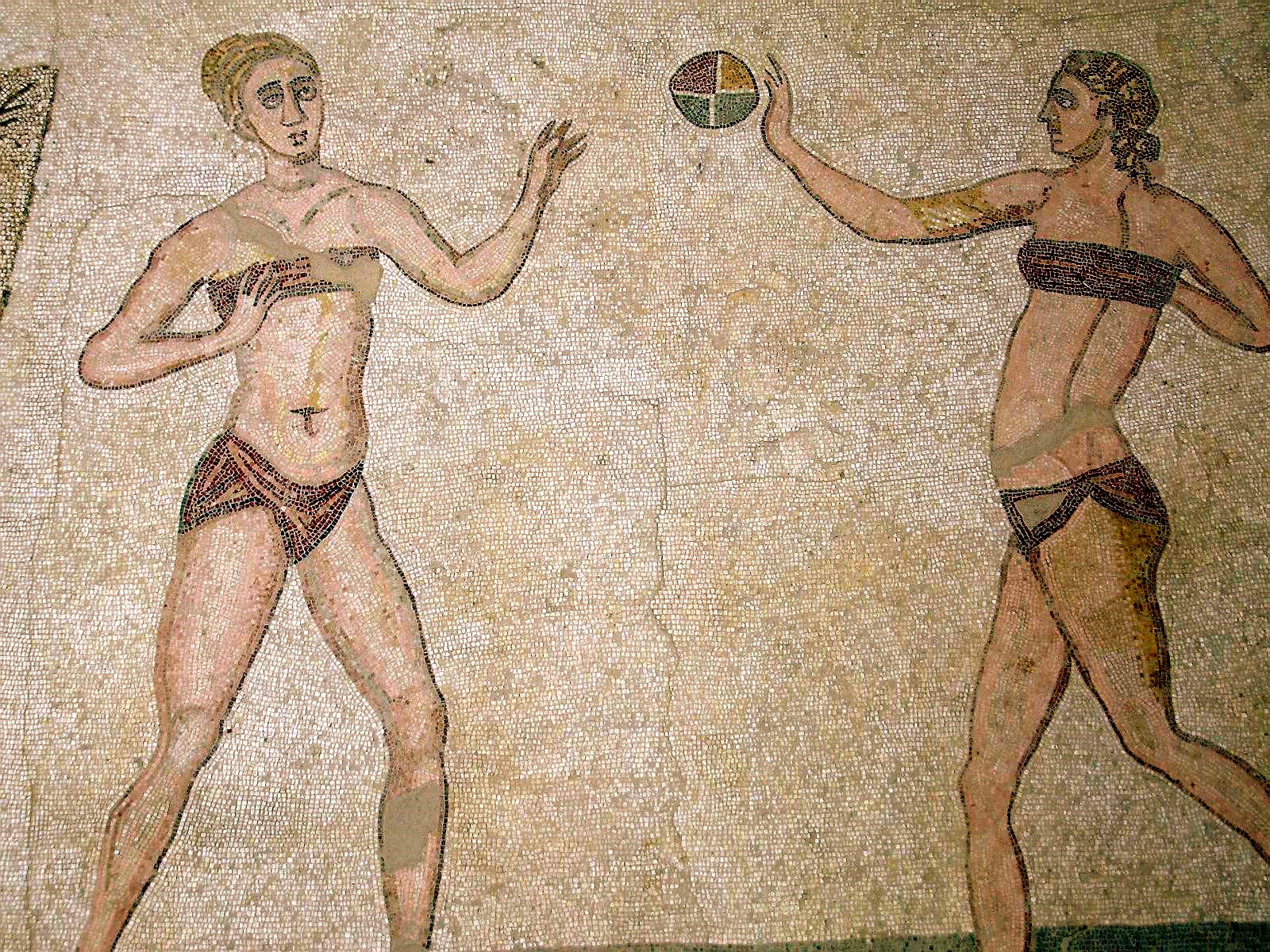
Mosaico de atletas do sexo feminino jogando bola no Villa Romana del Casale de Piazza Armerina, Século 4 AD
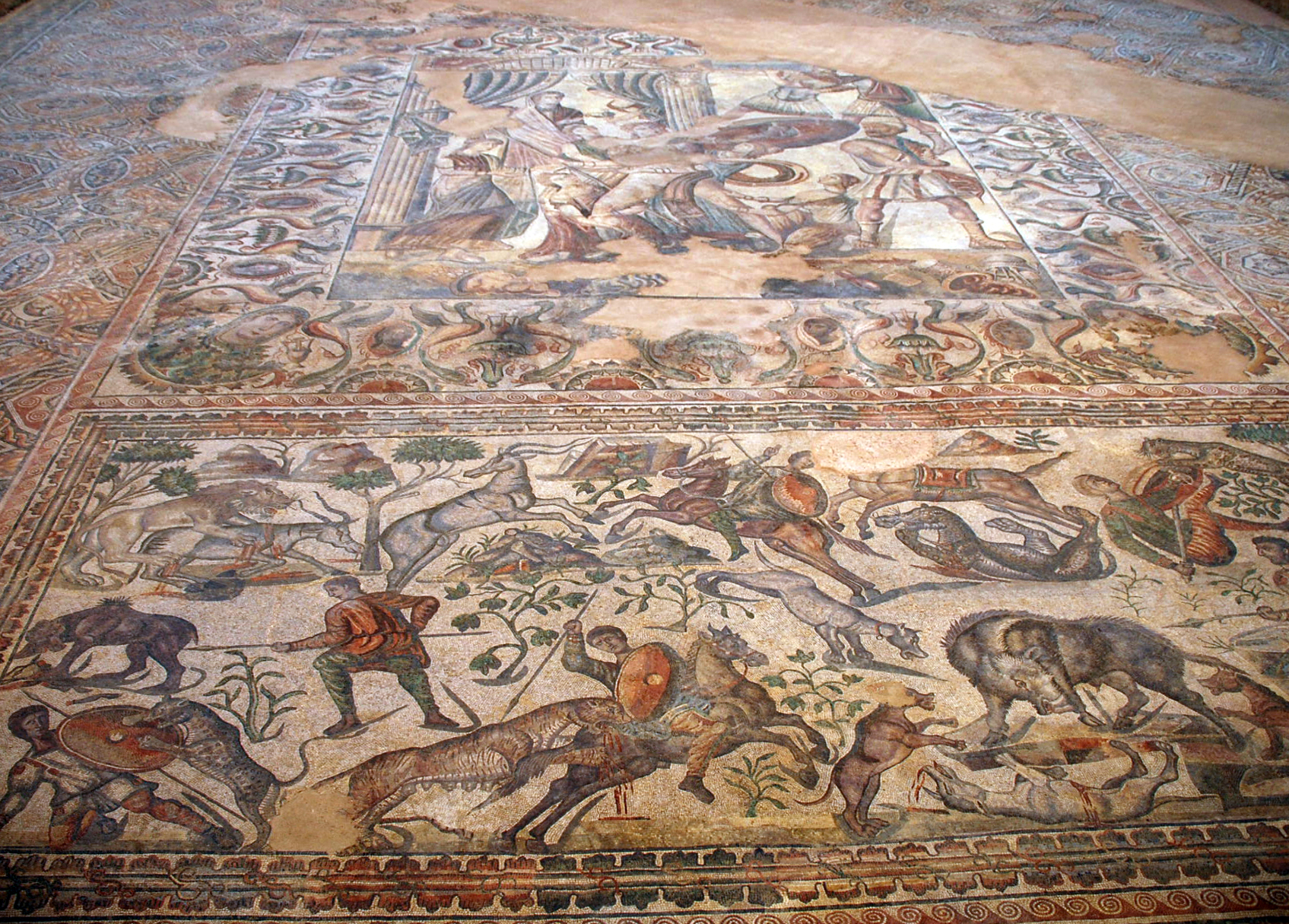
Mosaicos romanos tardios na Villa Romana La Olmeda, Espanha, Séculos 4 a 5 AD
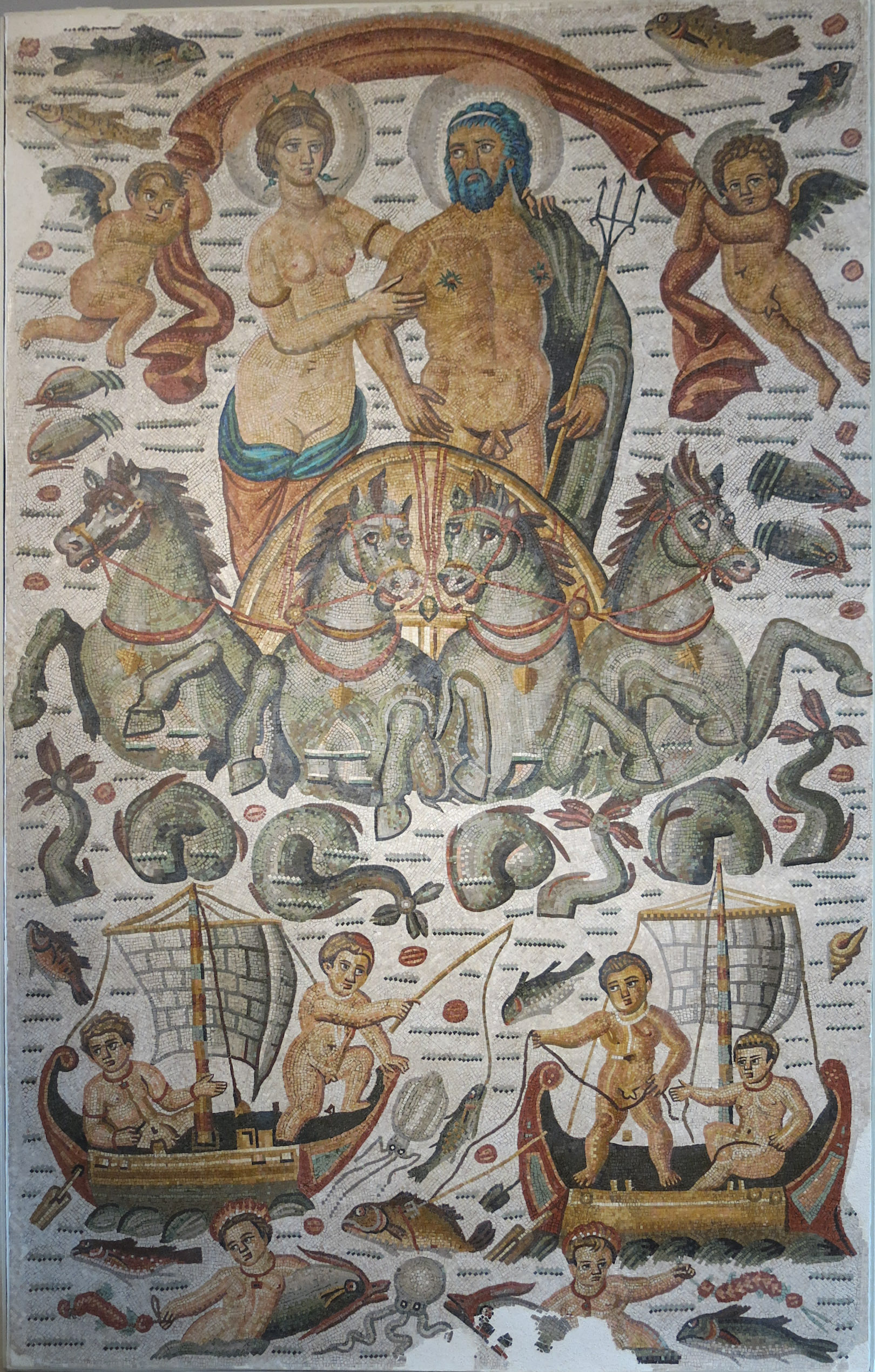
Triunfo do Poseidon e Anfitrite mostrando o casal em procissão, pormenor de a mosaico da Cirta, África Romana, 315–325 AD, Louvre
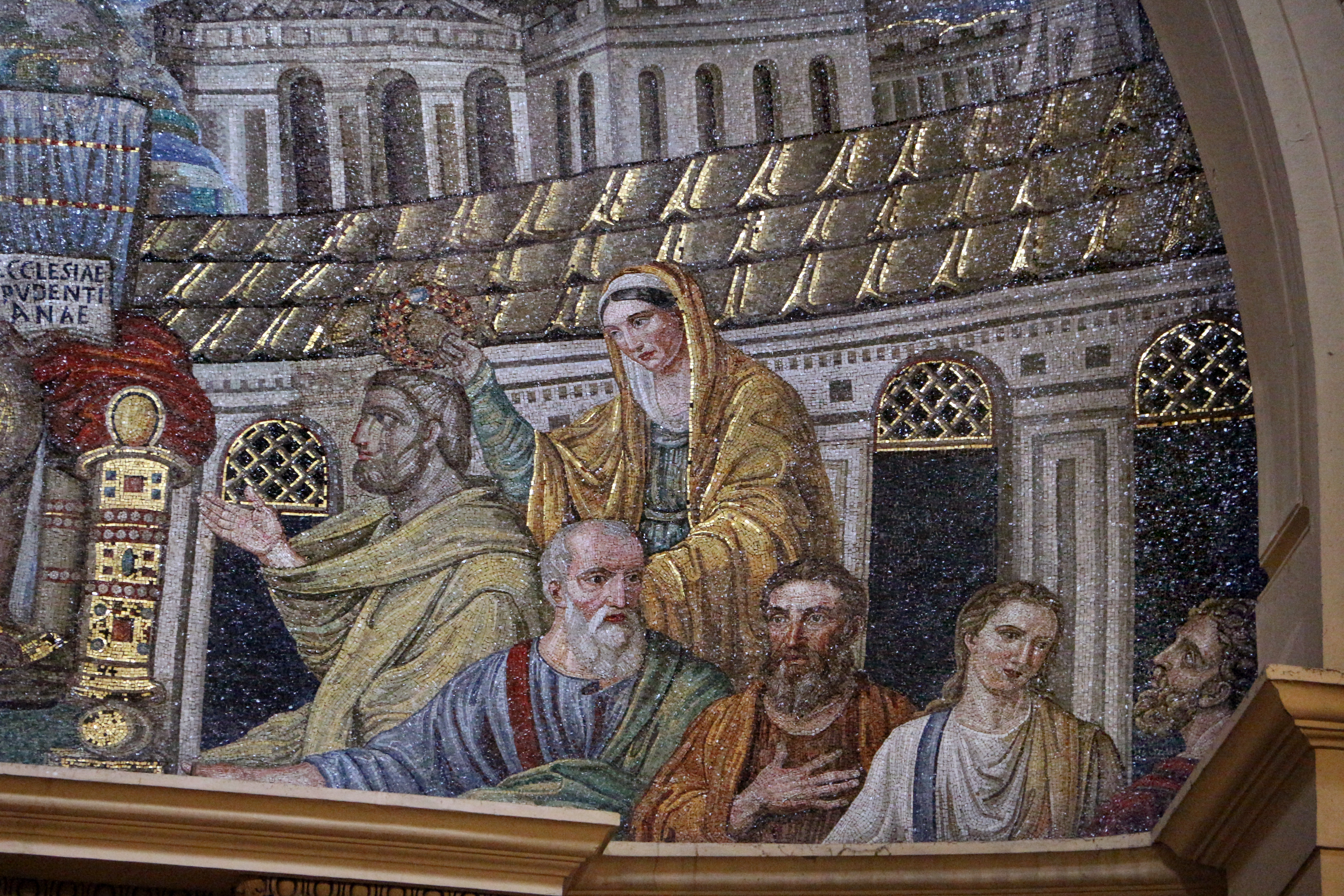
Paleocristão mosaico de Santa Pudenziana em Roma, c. 410 AD
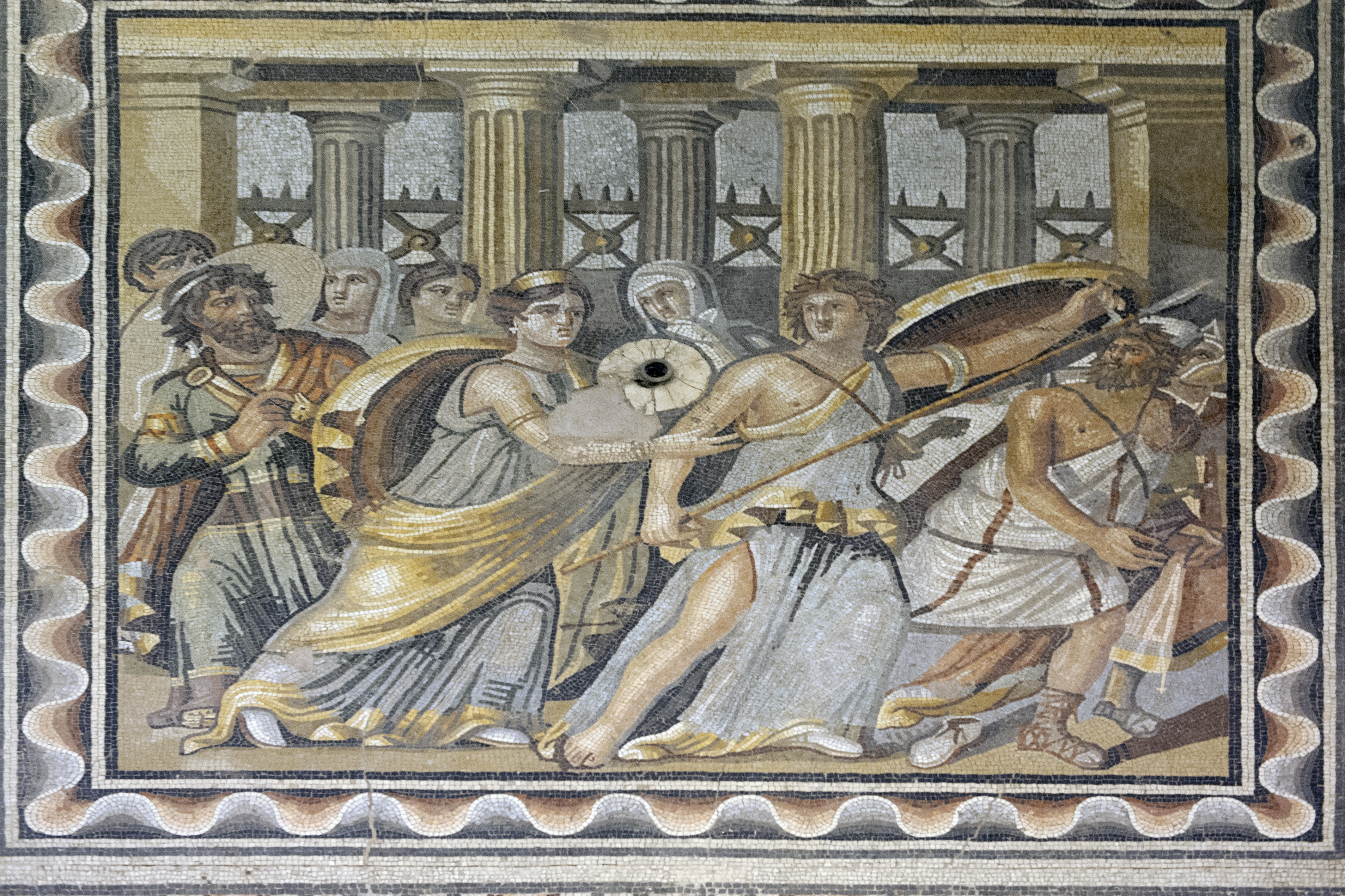
Um mosaico da Era Romana Poseidon Villa em Zeugma, Commagene (agora no Zeugma Mosaic Museum) representando Aquiles em Skyros disfarçado de mulher e Odisseu enganando-o para se revelar
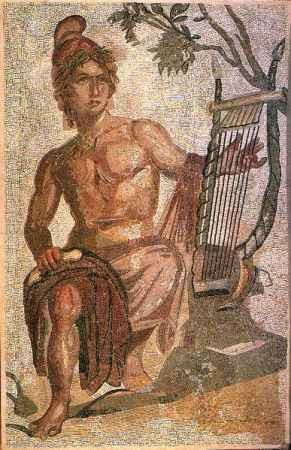
Mosaico de Orfeu de Caralis, Moderno Cagliari (Itália), agora no Museu Arqueológico de Turim
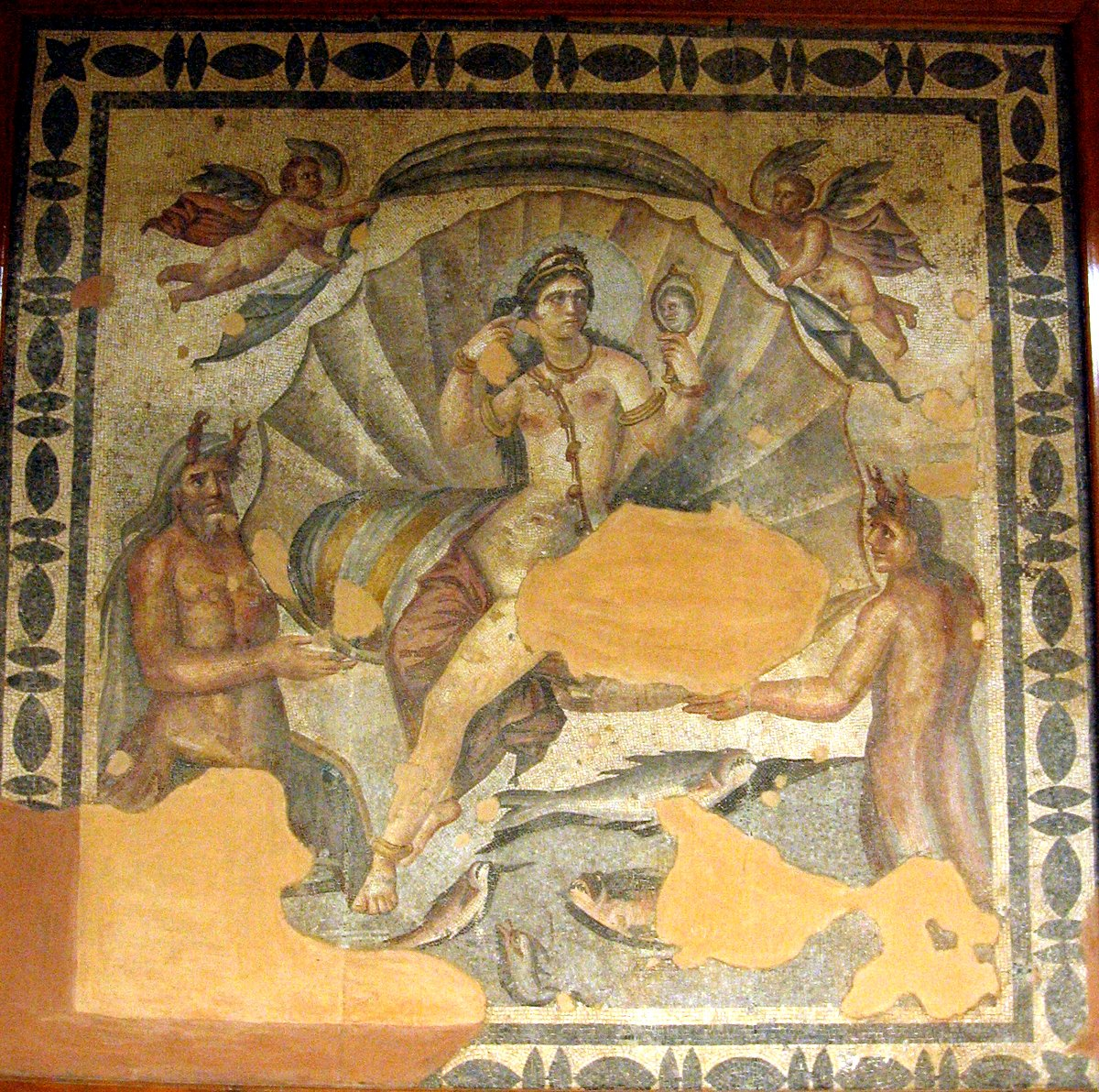
Mosaico de Diana tomar banho. As-Suwayda, Síria
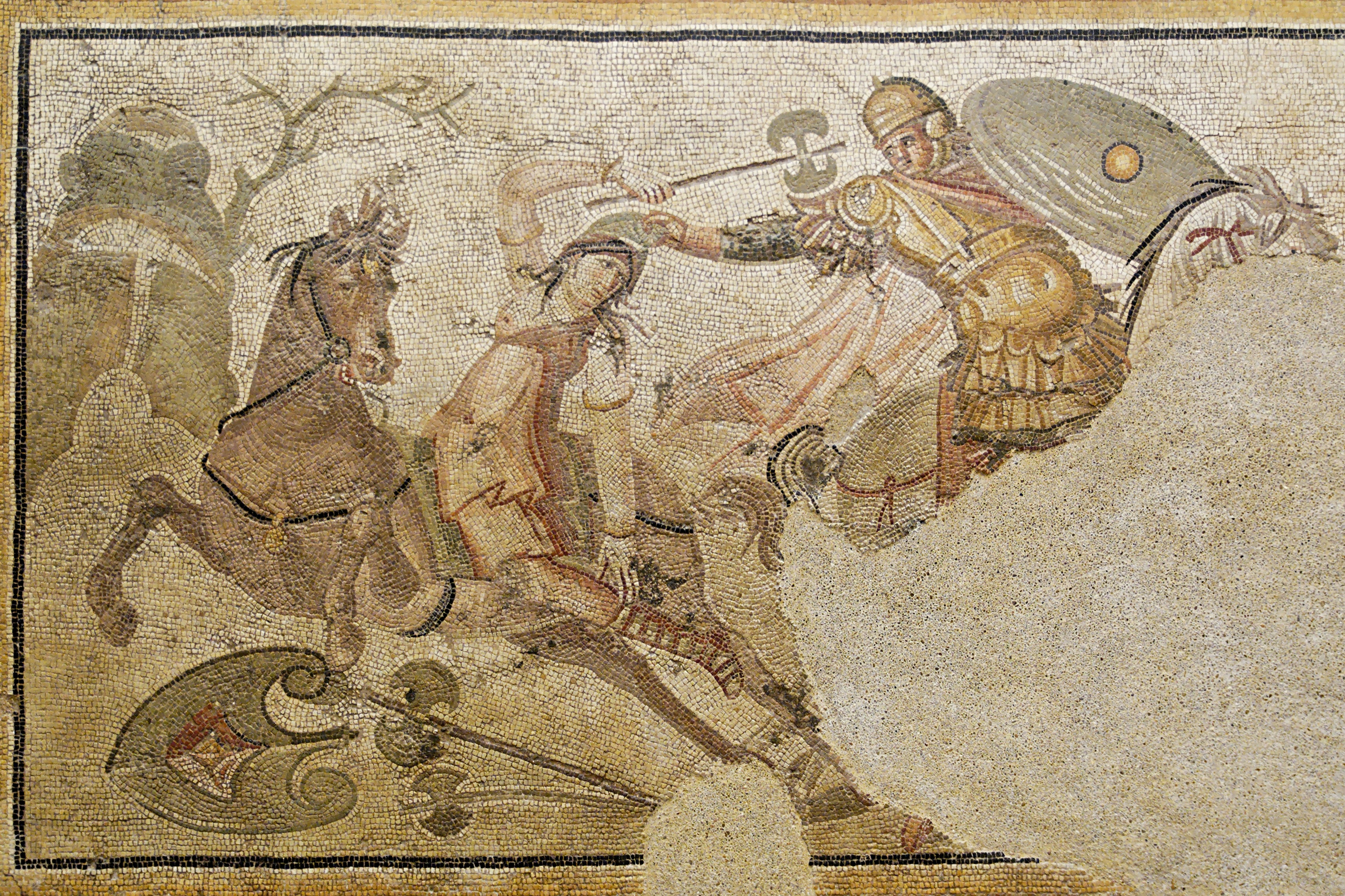
Mosaico de Amazónia guerreiro envolvido em combate com um hippeus, Século 4 AD, Louvre